# Startide
Startide is een studioalbum van Radio Massacre International. Het album bevat opnamen uit de begintijd van de band, die toen nog DAS heette. Dinsdale had er toen geen zin meer in en verliet de band om voltijd drummer te worden, een loopbaan die hij niet verder doorzette. Hij keerde terug op het nest van elektronische muziek. Even later zou de band naar Londen verhuizen. De muziek is niet zozeer conform de Berlijnse School als wel spacerock zonder rock.
Het album was uitsluitend verkrijgbaar op cd-r bij de band zelf.    

## Musici
- Steve Dinsdale, Duncan Goddard, Gary Houghton – synthesizers, gitaar, basgitaar

## Muziek
| Nr. | Titel          | Duur  |
| --- | -------------- | ----- |
| 1.  | Monstrous tide | 9:30  |
| 2.  | Startide       | 59:29 |